# Parc provincial Ojibway
Le parc provincial Ojibway est à environ 25 kilomètres (16 mi) au sud-ouest de Sioux Lookout sur l'autoroute 72 dans le nord-ouest de l'Ontario, Canada. Sur le lac Little Vermilion, le parc permet ainsi la baignade, l'accès à une plage sablonneuse et la pêche au maskinongé. Il y a des sentiers à travers les forêts de pins et le long de la rive du lac.